# 長崎県民信用組合

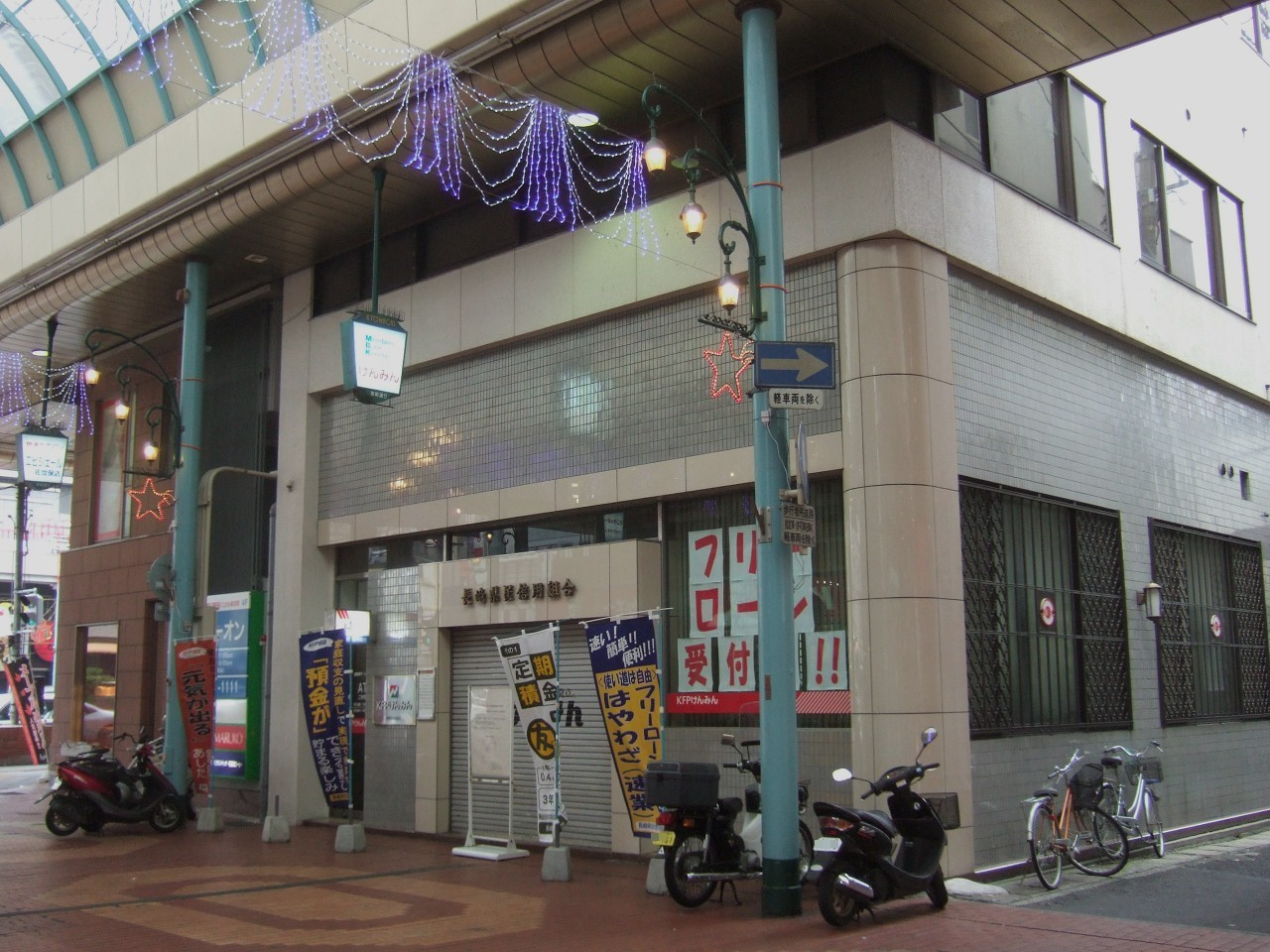
本店外観
（長崎県佐世保市下京町、2010年1月）
西海みずき信用組合発足後も本店として営業していたが、2019年11月11日付で松川町にある本部への移転に伴い閉鎖された（ATMコーナーは「京町ATM」として存続している）

長崎県民信用組合（ながさきけんみんしんようくみあい）は、かつて長崎県佐世保市に本店を置いていた信用組合である。

## 概要
佐世保市を中心として平戸市、松浦市、北松浦郡、東彼杵郡、大村市に店舗を展開する中規模の信用組合。営業区域は前記市郡（北松浦郡は小値賀町を除く）に西海市を加えた長崎県内の主に北部の5市2郡。
1980年代後半から営業戦略を転換、預金の集金、不動産担保による貸付、定期積立といった当時の信用組合における中核事業を取りやめ、商工業者への営業縮小をする一方で個人対象の小口貸付や多重債務対策を拡充、生活者金融に事業の主軸を移す事業展開が金融ビッグバンで日本の金融機関が激震に襲われていた1990年代後半に注目を集めた。
地元での通称は「KFPけんみん」あるいは「けんみん」。KFPは「健康な生活資金繰りファイナンシャルプランニング」を略した同組合のキャッチフレーズである。
ゆうちょ銀行が全銀システムによる振込サービスが開始されるまでは、同行との相互送金を取り扱っていた。
2018年1月29日付で佐世保中央信用組合と合併、西海みずき信用組合が発足された。

## 沿革
- 1954年3月 - 佐世保市下京町に佐世保市信用組合として創立。
- 1956年7月 - 初の支店となる佐々支店が開設される。
- 1958年7月 - 初の出張所となる潮見出張所が開設される（1959年7月に支店に昇格される、1999年8月に閉鎖）。
- 1963年6月 - 出張所2ヶ所（日宇・御船）が支店に昇格したことにより、開設した4つの出張所すべてが支店に昇格される（なお、日宇支店・御船支店は2011年12月に閉鎖）。
- 1966年7月 - 波佐見支店が開設され、波佐見町にも店舗網が拡大される。
- 1969年7月 - 大島町信用組合と合併し、大島支店が開設される（大島支店は1990年2月に閉鎖）。
- 1971年
  - 6月 - 平戸支店が開設され、平戸市にも店舗網が拡大される。
  - 10月 - 佐世保たばこ信用組合を吸収合併し、早岐支店が開設される。
- 1974年7月 - 松浦支店が開設され、松浦市にも店舗網が拡大される。
- 1981年8月 - 大村信用組合と合併、名称を「長崎県民信用組合」に変更する。大村支店が開設されたことで、15店舗にまで拡大する。
- 1991年3月 - 相談業務の土日祝祭日営業を開始。
- 1992年7月 - 多重債務者向けのセーブマネー相談を実施。
- 1994年12月 - 本部機能を佐世保市松川町に集合移転、「けんみんサービスセンター」となる。
- 1995年2月 - 川棚相談所を開設（その後、天神、菫ヶ丘、日野、富の原、ジャスコシティ大塔にも相談所が開設される）。
- 1996年4月 - 362日の窓口営業が開始される。
- 1999年1月 - 郵便貯金とのATM現金自動引出相互利用提携稼働が開始される（同年10月にはATM入金システム提携稼働も開始される）。
- 2000年10月 - 土日祝祭日の窓口業務を終了、KFP相談業務のみとなる。
- 2001年5月 - 先行で閉鎖していた天神相談所（1999年9月閉鎖）を除く残りの5ヶ所の相談所全てが閉鎖される。
- 2003年7月 - 佐世保市内の5店舗が預金店舗に移行される。
- 2005年4月 - 波佐見支店・松浦支店が預金店舗に移行され、預金店舗が7店舗となる。
- 2010年2月 - 大野支店が移転される。
- 2015年1月 - 北支店・相浦支店を閉鎖、9店舗体制となる。
- 2018年1月 - 佐世保中央信用組合と合併、西海みずき信用組合が発足。

## 関連書籍・資料
- 「長崎けんみん信組の新航路」（中村堅太郎著、ダイヤモンド社　1998年刊　ISBN:9784478330791）
- 長崎県民信用組合の多重債務問題への対応{{{1}}} (PDF) （農林中金総合研究所、2007年9月）

## 脚註
1. ↑  佐世保の2信組合併　人口減など背景日本経済新聞 2017年4月14日
2. ↑  “合併決議のご通知” (PDF).   長崎県民信用組合 (2017年6月23日). 2017年12月22日閲覧。
3. ↑  “合併に関するQ&A” (PDF).   長崎県民信用組合・佐世保中央信用組合. 2018年1月12日時点のオリジナルよりアーカイブ。2019年11月12日閲覧。